# Біда Євгеній Миколайович
Євге́ній Микола́йович Біда́ (нар. 11 лютого 1992, с. Кантелина, Іллінецький район, Вінницька область, Україна — 22 травня 2014, м. Волноваха, Донецька область, Україна) — старший солдат Збройних сил України, учасник російсько-української війни.

## Життєпис
Народився Євгеній 11 лютого 1992 року в селі Кантелина на Вінниччині, у сільській родині. Мама поштарка, а батько — тракторист. З 1999 до 2007 навчався в місцевій загальноосвітній школі. 2010 року закінчив Державний навчальний заклад «Вище професійне училище № 7 міста Вінниці», де здобув професію штукатура, лицювальника-плиточника, маляра. З 2010 по 2011 рік проходив строкову військову службу в Збройних Силах України. Після армії працював в охоронній службі «Фортеця Гарант» м. Вінниця.
З початком російської збройної агресії Євгеній хотів піти добровольцем у батальйон Національної гвардії. У квітні 2014 року мобілізований Іллінецьким об'єднаним військовим комісаріатом до лав Збройних Сил України.
Старший солдат, гранатометник 51-ї окремої механізованої бригади оперативного командування «Північ» Сухопутних військ Збройних Сил України.
Разом із підрозділом у травні 2014 року служив на блокпосту № 10 поблизу смт Ольгинка Волноваського району Донецької області. На блокпосту не було жодних укріплень, ночували у наметах і в машинах.

### Обставини загибелі

Меморіальна дошка на школі в селі Кантелина

Уранці між 4 та 6 годинами 22 травня 2014 року блокпост атакували проросійські сепаратисти так званої ДНР, які під'їхали на інкасаторських машинах, та почали несподіваний масований обстріл із вогнепальної зброї, у тому числі з кулеметів, мінометів, РПГ, ПЗРК. Внаслідок обстрілу здетонував боєкомплект в одній з бойових машин, що призвело до збільшення людських втрат. Підкріплення, що прибуло на місце бою вже після його завершення, у вигляді вертольотів Мі-8, помилково обстріляло територію, де були вцілілі бійці 51-ї бригади, прийнявши їх за бойовиків «ДНР». У цьому бою загинули 16 бійців 51-ї бригади.
На середину дня 22 травня у списках загиблих та поранених під Волновахою доля старшого солдата Біди була ще невідома. Пізніше з'ясувалось, що він потрапив до лікарні й помер від поранень.
Поховали Євгена 27 травня на центральній алеї сільського кладовища в рідному селі Кантелина. Залишились мати Леся, батько Микола й молодший брат Славко.

## Нагородження та вшанування
4 червня 2015 року Указом Президента України разом із іншими бойовими побратимами, які загинули у бою під Волновахою, за особисту мужність і високий професіоналізм, виявлені у захисті державного суверенітету та територіальної цілісності України, вірність військовій присязі, нагороджений медаллю «Захиснику Вітчизни».
22 листопада 2014 року в селі Кантелина на будівлі школи встановлено меморіальну дошку на честь випускника Євгенія Біди.
20 травня 2016 року у Вищому професійному училищі № 7 міста Вінниця, де навчався Євгеній Біда, встановлено меморіальну дошку на його честь.